# Marisora alliacea
Marisora alliacea — вид сцинкоподібних ящірок родини сцинкових (Scincidae). Мешкає в Центральній Америці.

## Поширення і екологія
Marisora alliacea мешкають на карибських схилах Коста-Рики, а також на крайньому південному сході Нікарагуа, в департаменті Ріо-Сан-Хуан, та на північному сході Панами. Вони живуть у вологих і сухих тропічних лісах, трапляються в садах і на плантаціях, поблизу людських поселень. Зустрічаються на висоті до 700 м над рівнем моря. Є яйцеживородними. В березні, незадовго до початку сезону дощів народжуються від 4 до 6 дитинчат.